# Пейоратив
Пейорати́в, или пейорати́вная ле́ксика (от лат. pējōrāre «ухудшать»), также дерогати́в (от англ. derogatory term) — слова и словосочетания, выражающие отрицательную оценку чего-либо или кого-либо, неодобрение, порицание, иронию или презрение.
Несмотря на то, что при помощи пейоративов выражаются негативные эмоции, их не следует путать с ругательствами, поскольку бранная лексика и выражения или ненормативная лексика в пейоративах, как правило, не содержатся. По смыслу близко к выражению инвективы.
По мнению языковеда В. И. Карасика, классификация человеческих недостатков, отражённых в значении пейоративов, может быть построена на различных основаниях. По признаку социальной опасности противопоставляют вредные для общества и вредные для самого человека качества (предатель, развратник, дурак, тряпка, неряха). По признаку контролируемости сравнивают поступки (проявления характера), за которые человек должен или не должен отвечать (наглец, лицемер, пьяница, зануда, урод). По признаку универсальности разграничивают характеристики, которые могут быть присущи большому классу либо малой группе людей (болтун, холуй, трус, крючкотвор, рифмоплёт, шарлатан). По признаку определяемости сопоставляют отрицательные качества первичного и вторичного порядка (эгоист, тупица, нахал, хлыщ, зубрила, хулиган). По признаку инициативности контрастируют пороки, выделяемые обличителями либо ответчиками (лентяй, клоун, ничтожество, мегера, подлиза, обыватель).
Словарные единицы с отрицательно-оценочным (пейоративным) значением составляют гораздо более многочисленную группу, чем семантическая группа лексических единиц с положительно-оценочным значением, или мелиоративов. По всей видимости, это связано с внеязыковыми факторами. Положительные качества воспринимаются как «нормальные», само собою разумеющиеся.